# Sjevernoatlantsko vijeće
Sjevernoatlantsko vijeće (eng. North Atlantic Council, kratica NAC) najvažnije je tijelo NATO-a i jedino koje je formalno uspostavljeno Sjevernoatlantskim ugovorom iz kojeg crpi svoje ovlasti (članak 9. Ugovora). Vijeće ima političke ovlasti i pravo donošenja odluka koje se tiču Saveza. Sastoji od stalnih predstavnika svih država članica koji se sastaju najmanje jedanput tjedno, a po potrebi i u kratkom roku. Vijeće se također sastoji i na višim razinama koje obuhvaćaju šefove država i vlada, ministre vanjskih poslova, ministre obrane. Sjednicama Vijeća predsjedava Glavni tajnik NATO-a (ili njegov zamjenik).
Pitanja koja se razmatraju i odluke koje se donose na sastancima Vijeća pokrivaju aspekte djelatnosti NATO-a, i često se temelje na izvješćima i preporukama koje pripremaju podčinjena povjerenstva. Isto tako, predmete rasprave može predložiti bilo koji od nacionalnih predstavnika ili Glavni tajnik. Stalni predstavnici rade prema naputcima svojih vlada. 
Odluke u Vijeću donose se jednoglasno i to zajedničkim pristankom. Nema glasovanja niti se odluke donose većinom. Na taj način nemoguće je donijeti odluku koja će obvezati državu koja u njezinom donošenju nije sudjelovala niti je na nju pristala. Svaka država članica zadržava potpunu suverenost i odgovornost pri donošenju svojih odluka.
Pripreme za rad Vijeća vrše podčinjeni odbori. Odbori su odgovorni za pojedina područja aktivnosti NATO-a.